# 노포크급 선도구축함
노포크급 선도구축함은 미국이 제2차 세계대전 후 가장 먼저 건조한 선도구축함이다. 
노포크급 선도구축함은 원래 전천후 대잠 헌터킬러 순양함(CLK)으로 구상되었고, 1947년 회계년도에 승인되었다.  애틀랜타급 순양함의 선체를 개량해 뉴욕 조선소에서 건조되었으며 미국의 각 도시의 이름을 따 함명이 명명되었다. 노포크는 최초로 DL(Destroyer Leader;선도구축함)으로 지정되었으며 '프리깃'으로 불렸다. 1953년 취역해 1973년까지 운용되었으며 20년 간의 함생 동안 애스록, 소나, 레이다 등을 장착하는 개량이 이루어졌으나 고가의 건조비용 때문에 2번함은 취소되고 말았다. 애초 계획되었던 자매함 뉴 헤이븐은 1951년 취소되었다.

## 함 목록
- DL-1 USS 노포크

## 제원
일반 제원
- 기준배수량:
- 길이×폭×흘수:  164.6m×16.3m×7.9m
- 추진: 증기터빈, 80,000 축마력
- 속력: 33 노트
- 승조원: 장교 28명, 부사관 이하 345명
- 탑재항공기: 없음

무장
- 3인치/70구경 함포 8문(4연장 2문)
- 20mm 기관포 16문 (8연장 2문)
- 웨펀 에이블 대잠로켓발사기 4기
- 533mm 어뢰발사관 8문